# 펍 록
펍 록(영어: Pub rock)은 1970년대 중반에 주로 영국을 중심으로 발전된 록 음악의 한 장르이다.
초기의 비틀즈, 롤링 스톤즈, 더 후, 킹크스 등 미국의 1950 - 60년대의 로큰롤, 블루스, 리듬 앤 블루스, 컨트리 등에 영향을 받은 밴드가 발흥한 브리티시 인베이전 시기에서 하드 록, 프로그레시브 록, 사이키델릭 록 등 점차 기교가
있는 록 밴드가 대두된 시기에 그런 록의 주류와는 달리 간단한 곡 구성하여 노동자 계급 의식을 가미하여 작사한 것을 특색으로 한다.
이러한 밴드나 아티스트는 소규모로 라이브를 하여 해당 이름으로 불리기 시작했다.

## 같이 보기
- 개러지 록
- 뉴 웨이브 (음악)
- 파워 팝
- 루츠 록
- 오이!